# Tanniu (köpinghuvudort i Kina, Hainan Sheng, lat 19,71, long 110,73)
Tanniu är en köpinghuvudort i Kina. Den ligger i provinsen Hainan, i den södra delen av landet, omkring 55 kilometer sydost om provinshuvudstaden Haikou. Antalet invånare är 32 763. Befolkningen består av 15 641 kvinnor och 17 122 män. Barn under 15 år utgör 17,0 %, vuxna 15-64 år 68 %, och äldre över 65 år 14,0 %.
Runt Tanniu är det ganska tätbefolkat, med 222 invånare per kvadratkilometer. Närmaste större samhälle är Dongjiao, 19,9 km sydost om Tanniu. I omgivningarna runt Tanniu växer huvudsakligen savannskog.
Genomsnittlig årsnederbörd är 2 115 millimeter. Den regnigaste månaden är september, med i genomsnitt 339 mm nederbörd, och den torraste är januari, med 25 mm nederbörd.